# Synchronität
Das Wort synchron (altgriechisch σύν syn ‚mit‘, ‚gemeinsam‘ und χρόνος chronos ‚Zeit‘) bedeutet im ursprünglichen Sinn gleichzeitig oder zeitlich übereinstimmend, weiter auch zu einem Zeitpunkt auf mehrere Räume verteilt. Der Synchronismus ist die vereinheitlichende Ordnung von Ereignissen nach einer Zeitrechnung, oder aber ein (für die geschichtliche Datierung wichtiges) zeitliches Zusammentreffen von Ereignissen.
- In der Technik ist es die Bezeichnung für zeitlich abgestimmte Vorgänge, identische Uhrzeit, gleiche Schwingung bzw. Frequenz und dergleichen. Ein Anwendungsbeispiel ist der Synchronmotor, dessen Läufer synchron mit dem durch die Netzfrequenz vorgegebenen Drehfeld umläuft.
- In der Software-Entwicklung ist Synchronität die Fähigkeit, zwei quasi gleichzeitige Zugriffe auf ein Objekt ohne Konflikte (etwa bei gleichzeitigem Schreib- und Lesezugriff durch zwei andere Objekte) durchzuführen.
- Im E-Learning werden damit Anlässe für eine gleichzeitige Kommunikation, z. B. Chat oder Virtuelles Klassenzimmer bezeichnet.
- Beim Film bezeichnet man als synchron, wenn Bild und Ton zeitlich übereinstimmen. Dabei ist der Entstehungszeitpunkt und die Entstehungsart von Bild und Ton unerheblich. Es kommt darauf an, dass Bewegungen und die in Beziehung stehenden Töne bei der Vorführung als zeitlich übereinstimmend wahrgenommen werden. Sprecher und Schauspieler können verschieden sein. Der gesprochene Text kann ursprünglich in einer anderen Sprache vorliegen. Der entsprechende Vorgang, bei dem der übersetzte Text und das Bild in Übereinstimmung gebracht wird, heißt Synchronisieren.

## Gegenteil
- Diachronie (besonders in der Linguistik)
- Asynchronität (asynchron):
  - Wird häufig im technischen Sinn gebraucht und kann die Bedeutung von fehlender Abstimmung haben, aber auch von absichtlicher zeitlicher Versetzung, z. B. Asynchronmotor, bei dem man in Abhängigkeit von der Betriebsart von über- oder untersynchronem Lauf spricht, oder von asynchroner Kommunikation in der Netzwerktechnik, sowie beim E-Learning.
  - Mehrspieler-Modus bei Videospielen.
  - Signalverarbeitung: Eigenschaft von Signalen, die nicht an gleichen Frequenzen gebunden sind.
- Metachronie (metachron):
  - Vor allem in der Medizin verwendeter Begriff. Sinngemäß bedeutet es „zu verschiedenen Zeiten auftretend“ (z. B. von Metastasen).

## Verwandte Bezeichnung zur Charakterisierung zeitlicher Vorgänge

Synchronität (zeitgleich), Isochronität (phasenverschoben) und Asynchronität (unabhängig) für zwei digitale Signale mit jeweils zwei Beispielen

- Isochron zur Bezeichnung gleich lang dauernder Zeiträume innerhalb eines Signals, oder aber einer konstanten Phasenbeziehung zweier oder mehrerer Signale untereinander. Synchron und asynchron stellen eine Beziehungsangabe dar, während isochron und anisochron eine Beziehungsangabe oder eine Eigenschaft bezeichnen können.